# Aethra (компания)

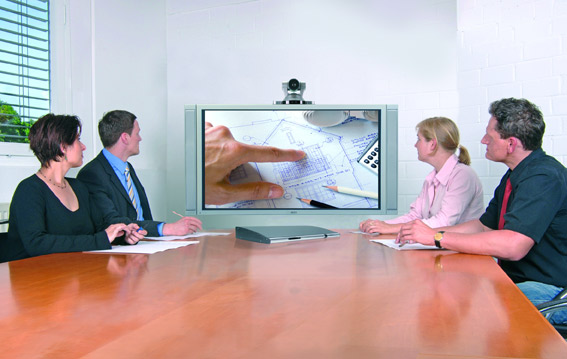

Aethra — была одним из четырёх крупнейших в мире производителей групповых систем видеоконференцсвязи. Компания была основана в городе Анкона, Италия, в 1972 году.
В 2010 году основные активы компании были проданы компании Radvision. Причинами продажи стал экономический кризис 2008/2009 гг.
Компания Aethra разрабатывала, производила и поставляла на рынок следующее оборудование:
- персональные видеотелефоны
- системы аудиоконференцсвязи,
- ISDN и xDSL оборудование,
- тестовые приборы.

Благодаря высокому качеству и производительности своей продукции Aethra удерживала одно из лидирующих положений в мировой телекоммуникационной индустрии.
До своей продажи в 2010 г. компания Aethra была представлена более чем в 60 странах мира, включая Россию.

## Видеоконференцсвязь
У российских потребителей имя Aethra ассоциируется прежде всего с тематикой видеоконференцсвязь.
Линейка решений Aethra для видеоконференцсвязи включает в себя сегодня следующие модели:

### Системы видеоконференцсвязи Aethra

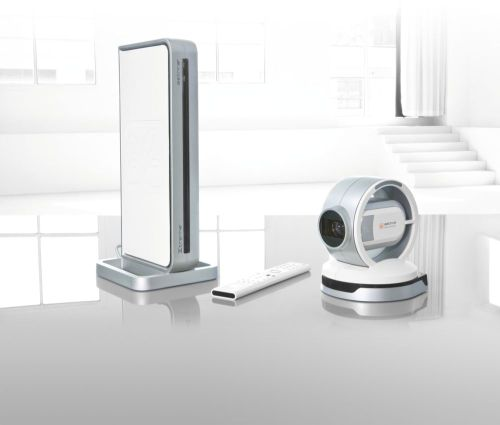
Xtreme 300 - терминал групповой видеоконференцсвязи ТОП класса с поддержкой Full HD, модель 2009г
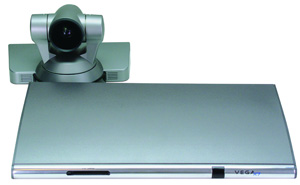
Vega X7 - терминал групповой видеоконференцсвязи ТОП класса с поддержкой High Definition
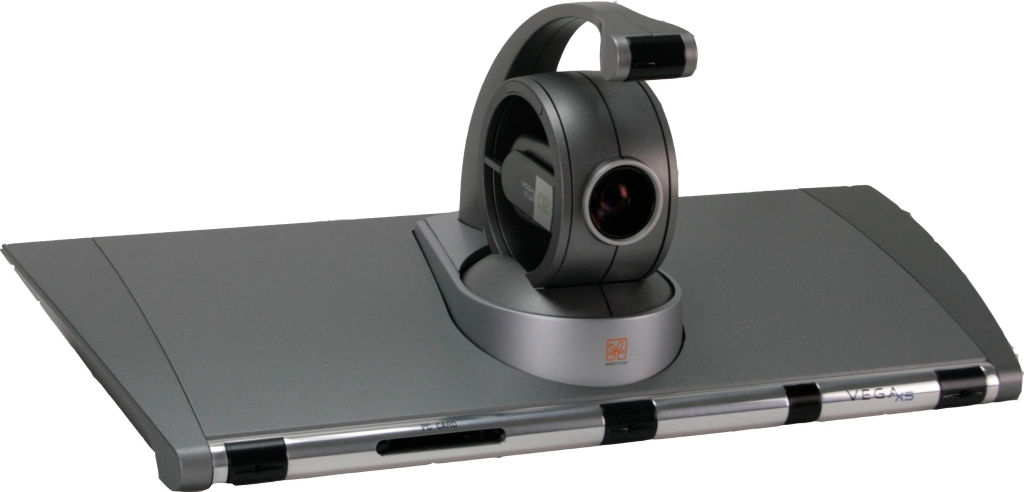
Vega X5 - система групповой видеоконференцсвязи со встроенным MCU (видеоконференции до 9 участников)
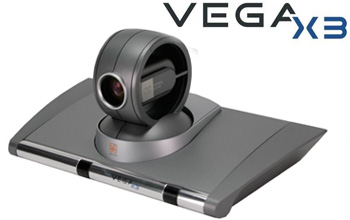
Vega X3 - система групповой видеоконференцсвязи экономкласса с функцией DualVideo
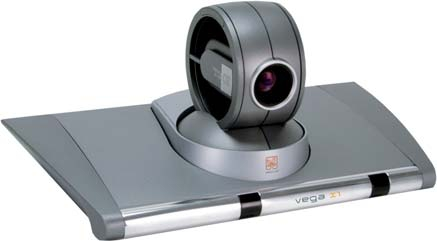
Vega X1 - одна из самых бюджетных систем видеоконференцсвязи в России
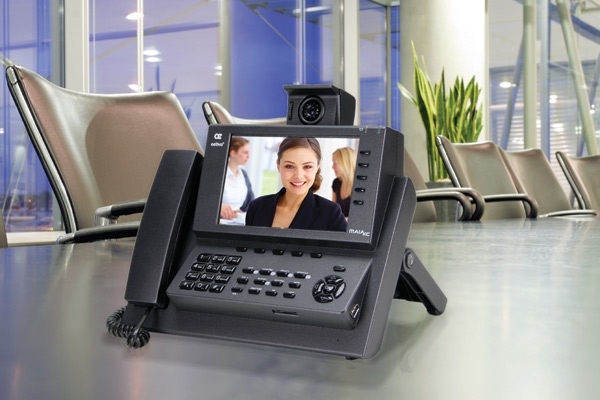
Maia XC - персональная система видеоконференцсвязи (видеотелефон)